# Alexi Grewal
Alexi Grewal (Aspen, 8 settembre 1960) è un ex ciclista su strada statunitense, vincitore della medaglia d'oro nella prova in linea ai Giochi olimpici di Los Angeles 1984.
Anche suo fratello Rishi Grewal è stato un ciclista, attivo nella mountain bike.

## Palmarès
- 1981 (dilettanti)

Bob Cook Memorial - Mount Evans (corsa in salita)
- 1982 (dilettanti)

Classifica generale Cascade Cycling Classic
7ª tappa, 1ª semitappa Vuelta de Chile (Panimavida > Linares)
8ª tappa Vuelta de Chile (Curicó > Santiago del Cile)
- 1983 (dilettanti)

8ª tappa Coors Classic (Morgul-Bismarck > Morgul-Bismarck)
6ª tappa, 1ª semitappa Grand Prix Tell (Grenchen > Unterägeri)
8ª tappa, 1ª semitappa Grand Prix de l'Avenir (Bourg-de-Péage > La Chapelle-en-Vercors)
- 1984 (dilettanti)

8ª tappa United Texas Tour
3ª tappa Coors Classic
5ª tappa Coors Classic
Bob Cook Memorial - Mount Evans (corsa in salita)
Giochi olimpici, Prova in linea
- 1986 (R.M.O., una vittoria)

12ª tappa Tour de la Communauté Européenne (Gap > Briançon)
- 1987 (Schwinn-Icy Hot-Wolber-Shimano, due vittorie)

Prololo Vulcan Tour (cronometro)
Classifica generale Vulcan Tour
- 1988 (Coors Light, tre vittorie)

2ª tappa Mammoth Classic
Classifica generale Mammoth Classic
3ª tappa Redlands Bicycle Classic
Classifica generale Redlands Bicycle Classic
- 1989 (Coors Light, una vittoria)

4ª tappa Cascade Cycling Classic
- 1990 (Coors Light, quattro vittorie)

Bob Cook Memorial - Mount Evans (corsa in salita)
2ª tappa Casper Classic
Classifica generale Casper Classic
4ª tappa Cascade Cycling Classic
- 1991 (Coors Light, due vittorie)

2ª tappa Vuelta de Bisbee
2ª tappa 89er Stage Race
- 1992 (Coors Light, quattro vittorie)

1ª tappa Vuelta de Bisbee
2ª tappa Vuelta de Bisbee
Classifica generale Vuelta de Bisbee
9ª tappa Tour DuPont
- 1993 (Coors Light, due vittorie)

Nevada City Classic
5ª tappa Casper Classic

### Altri successi
- 1985 (Panasonic)

Crested Butte (criterium)
- 1986 (7-Eleven)

Colorado Springs - Front Range Cycling Classic (criterium)
- 1988 (Coors Light)

4ª tappa Redlands Bicycle Classic (cronosquadre)
- 1989 (Coors Light)

Athens (criterium)

## Piazzamenti

### Grandi Giri
- Tour de France

1989: ritirato (17ª tappa)

### Classiche monumento
- Liegi-Bastogne-Liegi

1987: 102º

### Competizioni mondiali
- Campionati del mondo

Altenrhein 1983 - In linea Dilettanti: 14º
Chambéry 1989 - In linea Professionisti: ritirato
Stoccarda 1991 - In linea Professionisti: ritirato
- Giochi olimpici

Los Angeles 1984 - In linea: vincitore